# Apistogramma trifasciata
Apistogramma trifasciata — вид прісноводних риб родини Цихлових. Поширені в Південній Америці, утримуються в акваріумах.
Перші екземпляри були знайдені в місцевості Аройо Чагалаліна (Arroyo Chagalalina) в Парагваї, але вид поширений на відносно більшій території від водостоку р. Гуапоре в південній частині басейну Амазонки, що приєднана до водоподілу р. Парагвай у Бразилії й Парагваї і аж до середини басейну Парани (в якому Парагвай є основною притокою) в Аргентині.

## Утримання
Для утримання потрібен акваріум з розмірами від 45х30 см для однієї пари. Риби не вибагливі до оформлення акваріума, із декору підійдуть керамічні горщики, довгі пластикові трубки або інші схованки. Більш природним виглядатиме піщаний субстрат з корчами й гілками дерев розміщені таким чином, щоб утворилось багато тінистих місць і хованок. Додавання сухого опалого листя додасть не лише додаткові схованки, а й буде місцем для колоній корисних бактерій.
| параметри води в акваріумі | параметри води в акваріумі |
| -------------------------- | -------------------------- |
| Ємність                    | середній, щонайменше 45 см |
| Температура води           | 20 — 28 °C                 |
| Твердість води             | 1 — 10°n, 18-179 ppm       |
| pH                         | бл. 6,5                    |
| Корм                       | дрібний живий і морожений  |

## Галерея

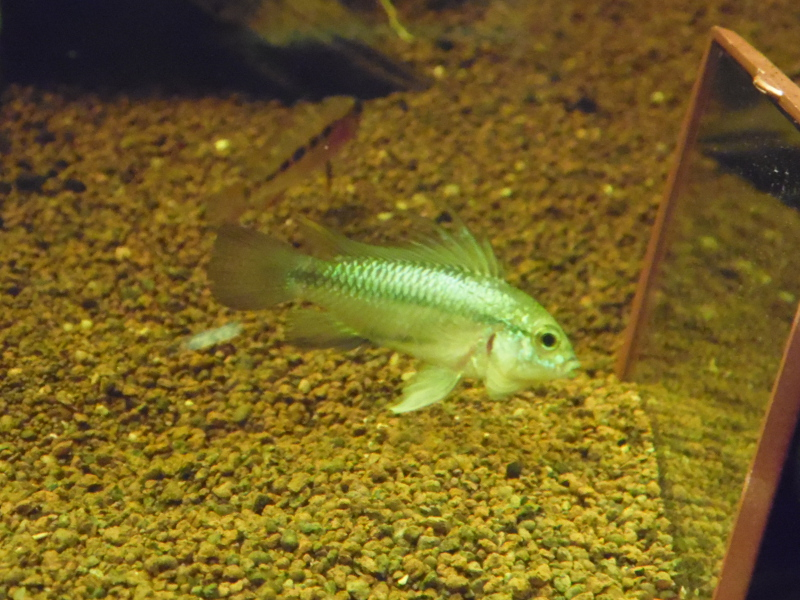
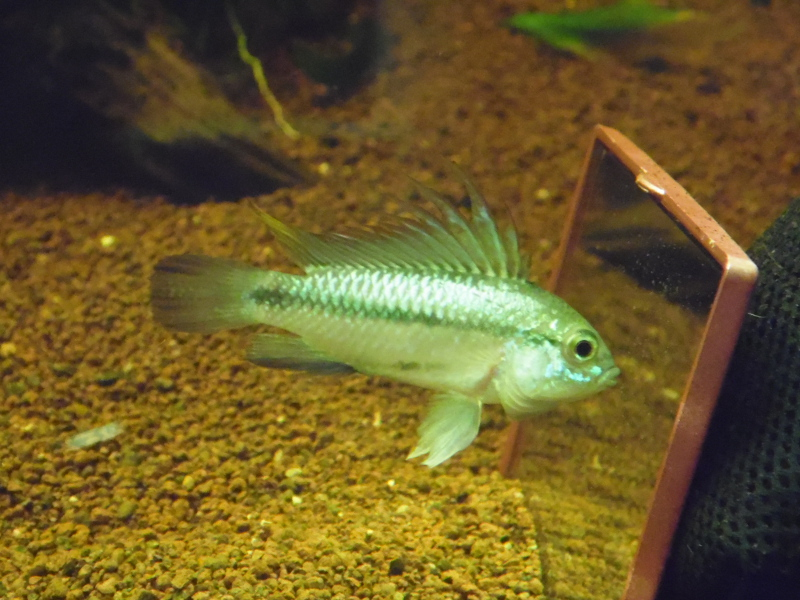
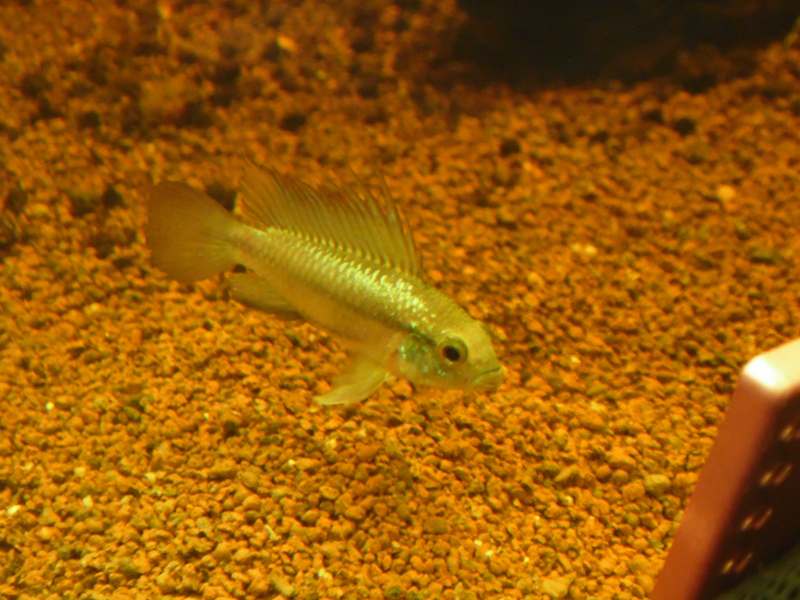
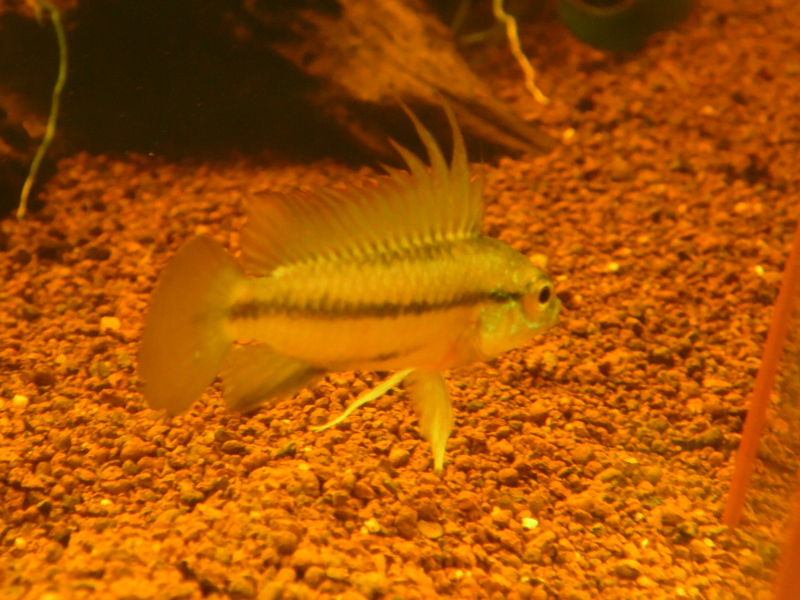